# قطعة (صواتة)
القطعة ظاهرة صوتية لغوية قديمة تعزى إلى طيء، وهي قطع اللفظ قبل تمامه، فهي نوع من الترخيم ، مثل قولهم (يا أبا الحكا) بدل (يا أبا الحكم)، وذكر رمضان عبد التواب أنها شائعة في مصر في بعض الألفاظ مثل (ياولَ) بدل (يا ولد)، سلخي في (مساء الخير).